# Joëlle Girard
Pour les articles homonymes, voir Girard.
Joëlle Besnard, née Girard le 17 mars 1943 et morte le 24 décembre 2023, est une athlète de sauts en hauteur française et conseillère municipale de la commune de Sotteville-lès-Rouen.

## Carrière sportive
Joëlle Girard, sociétaire du RACC Nantes jusqu'en 1961 puis du Stade sottevillais 76, est sacrée championne de France de saut en hauteur en 1960 et championne de Normandie de saut en hauteur, du 80 mètres haies et du pentathlon à plusieurs reprises. Elle a détenu le record de Normandie du pentathlon et du 80m haies.

## Engagements dans la commune deSotteville-lès-Rouen
Elle est bénévole au meeting de Sotteville-lès-Rouen.
Elle est conseillère municipale de Sotteville-Lès-Rouen de 2014 à 2020 sous Luce Pane.